# HD 220466
HD 220466 är en ensam stjärna belägen i den södra delen av stjärnbilden Vattumannen. Den har en skenbar magnitud av ca 6,50 och kräver åtminstone en handkikare för att kunna observeras. Baserat på parallaxmätning inom Hipparcosuppdraget på ca 16,0 mas, beräknas den befinna sig på ett avstånd på ca 204 ljusår (ca 63 parsek) från solen. Den rör sig bort från solen med en heliocentrisk radialhastighet på ca 25 km/s.

## Egenskaper
HD 220466 är en gul till vit underjättestjärna av spektralklass F3 IV/V. Den har en massa som är ca 1,5 solmassor och en effektiv temperatur av ca 6 500 K.
År 1913 observerades vid HD 220466 en visuell följeslagare av skenbar magnitud 10,3 separerad med 1,9 bågsekunder, men det är tveksamt om den verkligen existerar.